# Mount Donaldson
Mount Donaldson ist ein 3930 m hoher Berg in der antarktischen Ross Dependency. In der Commonwealth Range des Königin-Maud-Gebirges ragt er rund 8 km nordnordöstlich des Flat Top und westlich der Stirnseite des Ludeman-Gletschers auf. 
Die Südgruppe der Nimrod-Expedition (1907–1909) unter der Leitung des britischen Polarforschers Ernest Shackleton entdeckten und benannten ihn. Namensgeber ist Isabella Donaldson (* 1885), eine britische Theaterschauspielerin, die Shackleton auf der Rückreise von der Expedition nach England kennengelernt hatte.